# Pepe Serer
José "Pepe" Pérez Serer, deportivamente conocido como Serer (Cuart de les Valls, Valencia; 4 de mayo de 1966) es un exfutbolista y entrenador de fútbol español. 

## Trayectoria

### Como futbolista
Militó en el Fútbol Club Barcelona, Real Mallorca, Valencia Club de Fútbol y Villarreal Club de Fútbol. Procedente del Barcelona B, su debut en liga se produjo en el único partido que jugó con el Barça, el 30 de octubre de 1988 en un F. C. Barcelona 1 - Real Zaragoza 0.

### Como entrenador
Posteriormente inició su carrera como entrenador en las categorías inferiores del Valencia CF. Entre 2009 y 2011 trabajó en el fútbol base del Fútbol Club Barcelona, asumiendo la dirección técnica de la FCB Escola en Seúl.
A partir del verano de 2012 dirigió al FC Kairat Almaty de la Liga Premier de Kazajistán. El 19 de febrero de 2013 firma con el Real Club Celta de Vigo de la Primera División de España, para incorporarse como segundo entrenador en el cuerpo técnico de Abel Resino. El entrenador toledano y su equipo abandonaron el club gallego al finalizar la temporada, tras lograr el objetivo de la permanencia. En enero de 2015 Serer acompañó a Resino al Granada CF, pero en esta ocasión el tándem fue cesado al cabo de cuatro meses.
Desde enero de 2016 forma parte del organigrama técnico del Fútbol Club Barcelona como ojeador.

### Comentarista deportivo
Tras su retirada ha sido comentarista deportivo en distintas etapas y en distintos medios: Canal Nou, Nou Ràdio y Radio Marca. Ha sido también columnista en el periódico Levante-EMV.

## Clubes como jugador
| Club                             | País   | Año  |
| -------------------------------- | ------ | ---- |
| Futbol Club Barcelona Atlètic    | España | 1987 |
| Futbol Club Barcelona            | España | 1988 |
| Real Mallorca                    | España | 1989 |
| Valencia Club de Fútbol          | España | 1993 |
| Villarreal Club de Fútbol        | España | 1995 |
| Valencia Club de Fútbol Mestalla | España | 2000 |

## Clubes como entrenador
| Club                          | País       | Año  |
| ----------------------------- | ---------- | ---- |
| FC Kairat Almaty              | Kazajistán | 2012 |
| Celta de Vigo (2º Entrenador) | España     | 2013 |
| Granada CF (2º Entrenador)    | España     | 2015 |

## Palmarés
| Título           | Club                  | Año  |
| ---------------- | --------------------- | ---- |
| Recopa de Europa | Fútbol Club Barcelona | 1989 |